# Музей В. И. Ленина (Москва)
Музе́й В. И. Ле́нина (до ноября 1993 года Центра́льный музе́й В. И. Ле́нина (ЦМЛ)) — филиал Государственного исторического музея, уникальный памятник отечественной истории и культуры (архитектор Чичагов Дмитрий Николаевич). Старейший и крупнейший (после мемориального комплекса в Ульяновске) научно-исследовательский и выставочный центр, целиком посвящённый изучению и отражению жизни и деятельности В. И. Ленина. Традиционно занимал здание Московской городской думы в Китай-городе. Хотя официального закрытия музея не происходило, с 2012 г. в его помещении открыт Музей Отечественной войны 1812 года. Фактически Музей В. И. Ленина ликвидирован.

## История музея
Первая экспозиция, положившая начало музею, была представлена 3 мая 1924 года в доме № 24 по Большой Дмитровке. 31 мая того же года XIII съезд РКП(б) в постановлении «О работе Института Ленина» поручил ЦК РКП(б) организовать при институте музейное отделение. В 1931 году музей переехал в дом № 8 по Большому Знаменскому переулку. В 1935 году решением ЦК ВКП(б) и СНК был создан Центральный музей В. И. Ленина в бывшем здании Московской городской думы.
- 1924, 31 мая — вскоре после смерти Ленина (21 января) решением XIII съезда РКП(б) был создан «Музей В. И. Ленина».
- 1924—1931 — Музей Ленина является Отделом Института В. И. Ленина (Москва).
- 1931—1935 — Музей Ленина является Отделом Института Маркса-Энгельса-Ленина при ЦК ВКП(б).
- 1936, 15 апреля — в бывшем здании Московской Городской Думы на площади Революции (до 1918 года — Воскресенская площадь) был открыт Центральный музей В. И. Ленина. Первым его директором стал Наум Натанович Рабичев (1898—1938) — влиятельный издательский деятель, директор Партиздата ЦК ВКП(б).
- 1941, 21 января — открыт филиал Дом-музей В. И. Ленина в Уфе.
- 1955 — открыт Бакинский филиал (ныне Музейный центр Министерства культуры и туризма).
- 1982, 2 (5) июля — открыта Уфимская Ленинская мемориальная зона (Уфимский Ленинский мемориал). Снесён в 2002—2003 годах.
- 1987, 17 апреля — был создан очередной, 13-й по счёту, филиал Музея в г. Красноярске (ныне — Красноярский музейный центр). После этого новых филиалов Музея в СССР не создавалось.

По данным на 1988 год, музей имел филиалы: в Ульяновске, Ленинграде, Киеве, Тбилиси, Львове, Баку, Ташкенте, во Фрунзе, в Уфе, Красноярске, Казани, Куйбышеве, Горках Ленинских. Всего, 28 мемориальных музеев В. И. Ленина и 2 историко-революционных музея.
- 1993, ноябрь — после московских событий октября 1993 года Центральный музей В. И. Ленина был закрыт как самостоятельное учреждение.
- 1993 — по настоящее время — фонды и здания Центрального музея В. И. Ленина являются филиалом Государственного исторического музея (ГИМ) — «Музей В. И. Ленина».

## Структура музея

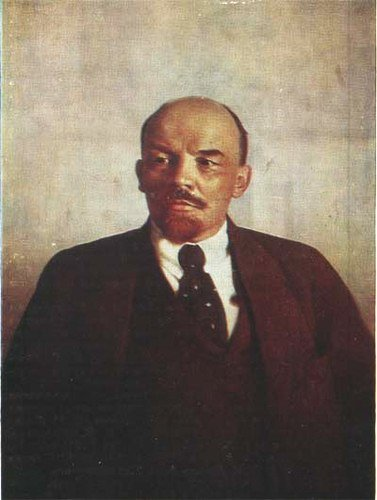
Известный портрет работы И. К. Пархоменко (1921) из фондов музея

- Известный портрет работы И. К. Пархоменко (1921) из фондов музеяПлощади организации — фондохранилищ около 1000 м²
- Количество сотрудников — 55, из них 30 научных
- В структуре организации имеются — научная библиотека, экспертная группа
- Филиалы:
  1. Государственный исторический заповедник «Горки Ленинские»
  2. Историко-мемориальный музей-заповедник «Подолье»
  3. Историко-культурный центр В. И. Ленина в г. Ульяновске
  4. Уфимская Ленинская мемориальная зона (Уфимский Ленинский мемориал) в городе Уфе
- Единиц хранения — более 100000, из них 75268 предметов основного фонда

## Фонды музея

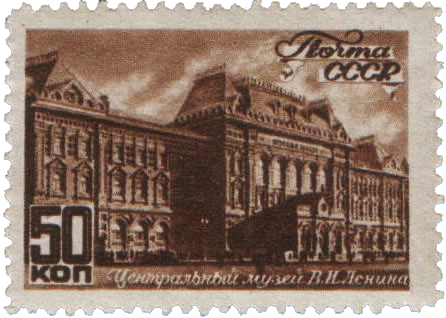
Почтовая марка, 1946 год. Серия «Виды Москвы»: Центральный музей В. И. Ленина

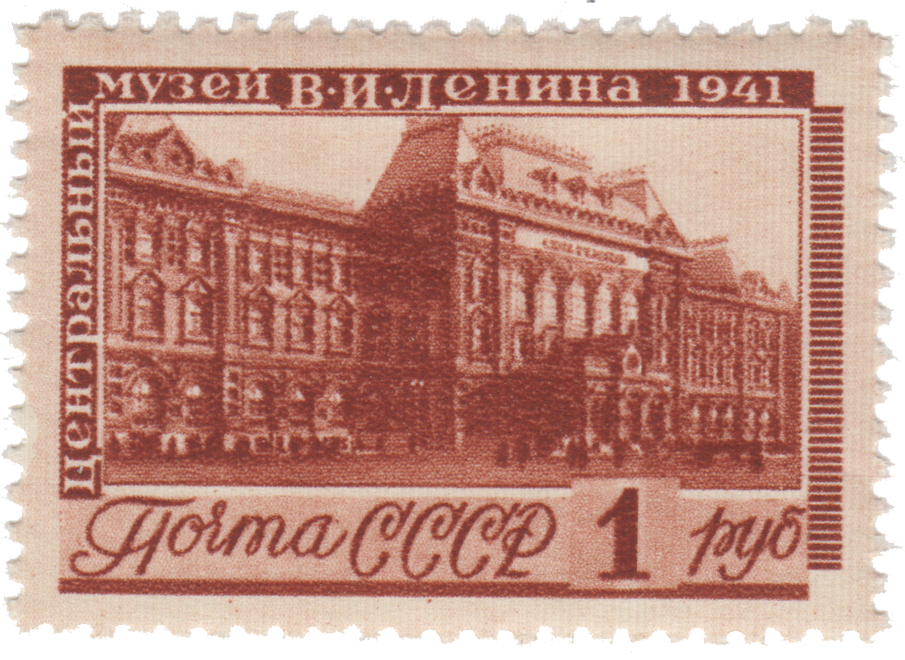
Почтовая марка СССР, 1941 год. Серия «5-летие создания центрального музея В. И. Ленина»: Центральный музей В. И. Ленина

- Почтовая марка СССР, 1941 год. Серия «5-летие создания центрального музея В. И. Ленина»: Центральный музей В. И. ЛенинаВ фондах филиала ГИМ «Музея В. И. Ленина» хранится более 75 тысяч единиц хранения. Эта коллекция собиралась на протяжении 80 лет и представляет собой уникальное собрание музейных предметов, непосредственно связанных с жизнью и деятельностью В. И. Ленина, а также партийных и государственных реликвий периода 1917—1991 гг. Собрание филиала можно представить различными коллекциями, среди которых личные вещи и подарки В. И. Ленину; личные вещи и подарки семье Ульяновых; личные вещи и подарки И. В. Сталину; собрания живописи, скульптуры, гравюры, рисунка, плакатов, филателии, нумизматики, фотоколлекции и пр.
- Подлинно реликвийной является коллекция личных вещей В. И. Ленина и его семьи, подарков от трудящихся Владимиру Ильичу. Она позволяет получить наглядное представление об обстановке, в которой работал и жил В. И. Ленин, его внешнем облике. Многие из этих вещей связаны с важными историческими событиями и могут служить источником для их изучения.
- В фондах филиала также хранятся малоизученные и не включенные до сих пор в активный научный оборот предметы: коллекция личных вещей, подарков, фотодокументов И. В. Сталина, сохранённых вопреки указаниям об их уничтожении во время кампании по развенчанию культа личности.
- Особенно ценной является коллекция художественной Ленинианы 1910—1980 гг., объединяющая произведения нескольких поколений живописцев, скульпторов и графиков. Среди известных работ — полотно Владимира Серова «Ходоки у В. И. Ленина» (1950).
- Музей располагает уникальной коллекцией знамён: знамя Парижских коммунаров 1871 г., знамя Сунь Ятсена с его личной факсимильной печатью[англ.], присланное в Россию в связи с годовщиной смерти В. И. Ленина в 1925 г., траурные знамёна, возложенные к гробу Ленина в январские дни 1924 г.

- Коллекция декоративно-прикладного искусства представляет работы художников и народных умельцев из 80 стран мира. К числу наиболее значительных музейных собраний относится коллекция политического плаката советского времени, насчитывающая более 6 тысяч произведений, созданных в 1918—1991 гг.

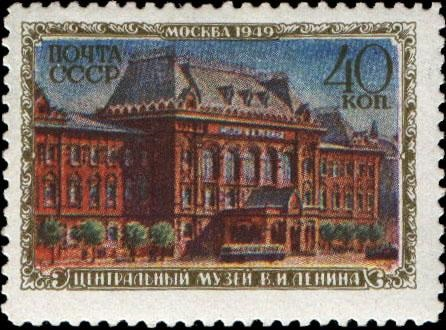
Почтовая марка, 1950 год. Музеи Москвы. Центра́льный музе́й В. И. Ле́нина (ЦМЛ) в Москве.

- Почтовая марка, 1950 год. Музеи Москвы. Центра́льный музе́й В. И. Ле́нина (ЦМЛ) в Москве.В документальном фонде хранится единственная в своем роде уникальная коллекция рапортов, приветствий и телеграмм, связанных с празднованием 100-летия со дня рождения В. И. Ленина в СССР и других странах мира, в адрес XXIII—XXVII съездов КПСС, 70- и 75-летием Генерального секретаря ЦК КПСС Л. И. Брежнева и других крупных дат советской истории, мемориальной обстановки Домов-музеев В. И. Ленина, проектная документация филиалов Центрального музея В. И. Ленина.
- Интересна коллекция филателии, филокартии и фалеристики, посвящённых ленинской тематике и истории СССР (открытки, изданные в 1918—1920 гг. — первые фотопортреты В. И. Ленина и репродукции живописных работ известных советских художников).
- В фондах музея хранится своеобразная фотолетопись истории XX в. — фонд фотографий — свидетельств советской истории — таких как траурные демонстрации и митинги в день смерти В. И. Ленина на территории СССР, индустриализация, коллективизация, портреты известных советских и зарубежных общественных деятелей, партийные съезды в СССР и странах СЭВ и т. д. Несмотря на свою неоднородность, коллекция фотографий — это целостная коллекция, это тот образ страны и эпохи, который хотела представить власть.

## Посещение
С 1936 года и до закрытия в 1993 году, вход в музей был бесплатен. Музей работал шесть дней в неделю. Посещаемость в 1970-е годы — до полутора миллионов посетителей в год.

## Поэма С. Михалкова
Известный советский поэт С. В. Михалков посвятил московскому музею свою поэму «В музее В. И. Ленина»:

В воскресный день с сестрой моей

Мы вышли со двора.

«Я поведу тебя в музей!»

Сказала мне сестра.

Вот через площадь мы идем

И входим наконец

В большой, красивый красный дом,

Похожий на дворец…

Написанная в 1949 году, в советское время она неоднократно публиковалась в прессе, в сборниках стихов и отдельными изданиями с иллюстрациями лучших художников и фотографиями экспонатов. С. В. Михалков так писал о её замысле: 
Это был мой внутренний социальный заказ. Я подумал, сколько детей, живущих вне Москвы, не видели да и не смогут в детстве увидеть этот замечательный музей. И мне так захотелось рассказать о нём, что мысль эта на долгое время заняла мое воображение.
После развенчания культа личности в 1956 году С. Михалков изменил первоначальный текст поэмы, исключив в последующих изданиях все упоминания И. Сталина.

## Судьба Музея Ленина сегодня
- Последним крупным событием в стенах бывшего Центрального Музея В. И. Ленина стала Первая Московская Биеннале современного искусства, открывшаяся в российской столице 28 января 2005 года и продлившаяся до конца февраля. В ней приняли участие более двух сотен российских художников и примерно полтысячи зарубежных.
- С 2005 года филиал ГИМа «Музей Ленина» находился на реконструкции. Часть фондов периодически выставляется в залах Государственного исторического музея.
- Сегодня в здании Музея Ленина находятся выставочные пространства Исторического музея, а в новом павильоне во дворе здания — Музей Отечественной войны 1812 года.